# IC 5267
IC 5267 ist eine linsenförmige Galaxie vom Hubble-Typ S0-a im Sternbild Kranich am Südsternhimmel. Sie ist schätzungsweise 76 Millionen Lichtjahre von der Milchstraße entfernt.
Das Objekt wurde am 25. Dezember 1886 von William Henry Finlay entdeckt.

## IC 5267-Gruppe (LGG 464)
| Galaxie   | Alternativname | Entfernung/Mio. Lj |
| --------- | -------------- | ------------------ |
| PGC 70085 | IC 5267B       | 77                 |
| PGC 70036 | IC 5267A       | 66                 |
| IC 5267   | PGC 70094      | 76                 |
| NGC 7412  | PGC 70027      | 76                 |